# Rokbus Rokietnica
ZUK Rokbus Sp. z o.o. – przedsiębiorstwo świadczące usługi komunalne we wsi i gminie Rokietnica. Firma jest jednym z przewoźników komunikacji miejskiej w powiecie poznańskim oraz częściowo powiecie szamotulskim obsługujących linie autobusowe na zlecenie poznańskiego ZTM.
Tabor przewoźnika opiera się głównie na pojazdach używanych marki MAN oraz Solaris. W 2020 roku nabyli pierwsze 4 fabrycznie nowe autobusy marki Solaris. W tym samym roku firma przeniosła się na nową zajezdnię w Rostworowie. Trzy lata później pozyskali swój pierwszy autobus przegubowy. W połowie 2026 roku w firmie zadebiutować mają autobusy elektryczne. 
Obecnie firma obsługuje 10 linii.

## Linie obsługiwane na zlecenie Zarządu Transportu Miejskiego w Poznaniu
| Linia | Przebieg | Uwagi                                |
| ----- | --- | ------------------------------------ |
| 219   | POZNAŃ GŁÓWNY – Dworcowa – Most Uniwersytecki – Rondo Kaponiera – Zwierzyniecka – Józefa Kraszewskiego – Jana Henryka Dąbrowskiego – Szpitalna – (OGRODY) – Nowina – Polska – Jana Henryka Dąbrowskiego – Santocka – Sianowska – Słupska – (WICHROWA) – Chojnicka – Wilków Morskich – (KIEKRZ) – Wilków Morskich – Kierska – Kiekrz/Kierska – Rokietnica/Golęcińska – Rokietnica/Pocztowa – Rokietnica/Szamotulska – Rokietnica/Szkolna – Rokietnica/Trakt Napoleoński – Kiekrz/Poznańska – STARZYNY RYNKOWA |                                      |
| 832   | OS. SOBIESKIEGO – Stróżyńskiego – Mateckiego – Obornicka – Suchy Las/Obornicka – Jelonek/Obornicka – Złotniki/Obornicka – Złotkowo/Obornicka – Sobota/Poznańska – Bytkowo/Obornicka – Rokietnica/Obornicka – Rokietnica/Pocztowa – Rokietnica/Szamotulska – Rokietnica/Szkolna – Napachanie/Rakoniewicka – Napachanie/Rokietnicka – Mrowino/Poznańska – Cerekwica/Przybrodzka – Przybroda/Kaźmierska – PRZYBRODA PĘTLA                                                                                       |                                      |
| 833   | OGRODY – Szpitalna – Nowina – Dąbrowskiego – Słupska – Chojnicka – Kierska – Kiekrz/Kierska – Rokietnica/Golęcińska – Rokietnica/Pocztowa – Rokietnica/Szamotulska – Rokietnica/Szkolna – Rokietnica/Trakt Napoleoński – Kiekrz/Poznańska – Starzyny/Poznańska – STARZYNY RYNKOWA |                                      |
| 834   | OGRODY – Szpitalna – Nowina – Dąbrowskiego – Słupska – Chojnicka – Kierska – Kiekrz/Kierska – Rokietnica/Golęcińska – Rokietnica/Pocztowa – Rokietnica/Kolejowa – Rostworowo/Rokietnicka – Żydowo/Rostworowska – Żydowo/Przecławska – ŻYDOWO PĘTLA – (PRZECŁAW/PĘTLA) | Wybrane kursy do pętli w Przecławiu. |
| 835   | OGRODY – Dąbrowskiego – Niestachowska – Wojska Polskiego – Golęcińska – Koszalińska – Psarskie – Chojnicka – Wilków Morskich – KIEKRZ (- Wilków Morskich – Chojnicka – Kierska – Kiekrz/Kierska – Rokietnica/Golęcińska – ROKIETNICA/WĘZEŁ PRZESIADKOWY) |                                      |
| 836   | OGRODY – Dąbrowskiego – Niestachowska – Wojska Polskiego – Golęcińska – Koszalińska – Psarskie – Chojnicka – Wilków Morskich – Kiekrz – Wilków Morskich – Chojnicka – Podjazdowa – Kobylniki/Kierska – Kobylniki/Szamotulska – Napachanie/Poznańska – KOBYLNIKI/TARNOWSKA |                                      |
| 837   | OGRODY – Dąbrowskiego – Niestachowska – Wojska Polskiego – Golęcińska – Koszalińska – Psarskie – Chojnicka – Wilków Morskich – Kiekrz – Wilków Morskich – Chojnicka – Pawłowicka – Kiekrz/Czysta – Pawłowice/Pawłowicka – PAWŁOWICE/PĘTLA |                                      |
| 882   | ROKIETNICA WĘZEŁ PRZESIADKOWY – Rokietnica/Pocztowa – Rokietnica/Szamotulska – Rokietnica/Szkolna – Napachanie/Rokietnicka – Napachanie/Tarnowska – Tarnowo Podgórne/Rokietnicka – Tarnowo Podgórne/Centrum – Tarnowo Podgórne/Poznańska – Tarnowo Podgórne/Aleje Solidarności – Tarnowo Podgórne/Nowa – TARNOWO PODGÓRNE/TERMY |                                      |
| 891   | ROKIETNICA WĘZEŁ PRZESIADKOWY – Rokietnica/Pocztowa – Rokietnica/Szkolna – Rokietnica/Trakt Napoleoński – Rokietnica/Szamotulska – Mrowino/Dworcowa – Mrowino/Kopernika – Mrowino/Poznańska – MROWINO SZKOŁA |                                      |
| 893   | ROKIETNICA WĘZEŁ PRZESIADKOWY – Krzyszkowo/Koszycy – Rokietnica/Koszycy – Rokietnica/Kolejowa – Rostworowo/Rokietnicka – Żydowo/Rostworowska – Żydowo/Przecławska – ŻYDOWO PĘTLA – (PRZECŁAW/PĘTLA) | Wybrane kursy do pętli w Przecławiu. |